# Jhon Perlaza
Jhon Alejandro Perlaza Zapata (* 26. August 1994 in Cali) ist ein kolumbianischer Leichtathlet, der vor allem im 400-Meter-Lauf an den Start geht.

## Sportliche Laufbahn
Jhon Perlaza tritt seit 2011 in Wettkämpfen im 400-Meter-Lauf an. Damals gewann er die Bronzemedaille bei den kolumbianischen U18-Meisterschaften. Im Jahr darauf gewann er sowohl bei den nationalen U20, als auch bei den U23-Meisterschaften, jeweils die Silbermedaille. Im September trat er bei den U23-Südamerikameisterschaften in São Paulo an, bei denen er mit persönlicher Bestzeit von 46,61 s den fünften Platz belegte. 2013 siegte Perlaza bei den kolumbianischen U20-Meisterschaften und nahm zudem erstmals an den nationalen Meisterschaften der Erwachsenen teil, bei denen er Fünfter wurde. Im Juli trat er bei den Südamerikameisterschaften in seiner Heimat an, bei denen er ebenfalls als Fünfter das Ziel erreichte. Einen Monat darauf trat er bei den U20-Panamerikameisterschaften, die ebenfalls in Kolumbien stattfanden, an. Dort gelang ihm im Finale ein erneutes Verbessern der Bestzeit, diesmal auf 46,42 s, mit denen er die Bronzemedaille gewinnen konnte. 2014 trat Perlaza im März bei den Südamerikaspielen in Chile an. Dort belegte er den fünften Platz über 400 Meter und gewann mit der 4-mal-400-Meter-Staffel zudem Bronze. Im November schied er im Vorlauf über 200 Meter bei den Zentralamerika- und Karibikspiele in Veracruz aus.
2015 nahm Perlaza mit der Staffel an den IAAF World Relays auf den Bahamas teil, bei denen sie allerdings nicht über den Vorlauf hinauskamen. Insgesamt belegte das Quartett den 18. Platz. 2016 siegte er erstmals bei den Kolumbianischen Meisterschaften mit neuer Bestzeit von 45,81 s. Im Juni verbesserte er sich bis auf 45,45 s. Zwei Monate später nahm er mit der Staffel an den Olympischen Sommerspielen in Rio de Janeiro teil. Als Drittplatzierte ihres Vorlaufs verpasste das Quartett knapp den Einzug in das Finale. Im Juni 2017 trat Perlaza bei den Südamerikameisterschaften in Paraguay an. Über 400 Meter konnte er mit einer Zeit von 45,77 s die Silbermedaille gewinnen. Zwei Tage später gewann er mit der Staffel zudem die Goldmedaille. Mit dieser ging er im August auch bei den Weltmeisterschaften in London an den Start, wo man nach dem Vorlauf ausschied. 2018 wurde Perlaza zum zweiten Mal Kolumbianischer Meister über 400 Meter. Im Mai stellte er mit 44,86 s eine neue Bestleistung auf, die seitdem unübertroffen blieb. Einige Monate danach trat er bei den Zentralamerika- und Karibikspielen in seiner Heimat an. Neben Platz 5 über 400 Meter konnte er mit der Staffel eine Bronzemedaille gewinnen. Im März 2019 lief er in Birmingham in der Halle eine Zeit von 46,07 s, die neben der persönlichen Bestleistung zudem einen neuen Kontinentalrekord bedeuteten. Danach nahm er im August in Lima erstmals an den Panamerikanischen Spielen teil. Dabei belegte er den sechsten Platz im Einzel und konnte anschließend mit der Staffel die Goldmedaille gewinnen. In beiden Disziplinen ging er später auch bei den Weltmeisterschaften in Doha an den Start. Über 400 Meter gelang ihm der Einzug in das Halbfinale, in dem er als Siebter seines Laufes ausschied. Vier Tage später trat er im Finale der 4-mal-400-Meter-Staffel-Läufe an. Das Quartett stellte dabei mit 2:59,50 min einen neuen Landesrekord auf, mit dem sie als Vierte die Medaillenränge knapp verpassten.
2021 belegte Perlaza Anfang Mai, zusammen mit seinen Teamkollegen, den sechsten Platz im 4 × 400-m-Staffelwettbewerb bei den World Athletics Relays in Chorzów. Einen Monat später lief er eine Zeit von 46,21 s und qualifizierte sich damit für seine erste Einzelteilnahme über 400 Meter bei den Olympischen Sommerspielen. In Tokio belegte er schließlich den sechsten Platz in seinem Vorlauf und hatte damit keine Chance auf den Einzug in das Halbfinale. Wenige Tage später bestritt er den Vorlauf der 4-mal-400-Meter-Staffeln, wobei das kolumbianische Quartett in 3:03,20 min den Einzug in das Finale verpasste. 2023 gewann Perlaza die Bronzemedaille im 400-Meter-Lauf bei den Südamerikameisterschaften in Brasilien.

## Wichtige Wettbewerbe
| Jahr                  | Veranstaltung                     | Ort                   | Platz                 | Disziplin             | Zeit                  |
| Startet für Kolumbien | Startet für Kolumbien             | Startet für Kolumbien | Startet für Kolumbien | Startet für Kolumbien | Startet für Kolumbien |
| --------------------- | --------------------------------- | --------------------- | --------------------- | --------------------- | --------------------- |
| 2012                  | U23-Südamerikameisterschaften     | São Paulo             | 5.                    | 400 m                 | 46,61 s               |
| 2013                  | Südamerikameisterschaften         | Cartagena             | 5.                    | 400 m                 | 48,06 s               |
| 2013                  | U20-Panamerikameisterschaften     | Medellín              | 3.                    | 400 m                 | 46,42 s               |
| 2014                  | Südamerikaspiele                  | Santiago de Chile     | 5.                    | 400 m                 | 46,42 s               |
| 2014                  | Südamerikaspiele                  | Santiago de Chile     | 3.                    | 4 × 400 m             | 3:10,15 min           |
| 2015                  | IAAF World Relays                 | Nassau                | 18.                   | 4 × 400 m             | 3:06,48 min           |
| 2016                  | Olympische Sommerspiele           | Rio de Janeiro        | 11.                   | 4 × 400 m             | 3:01,84 min           |
| 2017                  | Südamerikameisterschaften         | Asunción              | 2.                    | 400 m                 | 45,77 s               |
| 2017                  | Südamerikameisterschaften         | Asunción              | 1.                    | 4 × 400 m             | 3:05,02 min           |
| 2017                  | Weltmeisterschaften               | London                | 12.                   | 4 × 400 m             | 3:03,68 min           |
| 2018                  | Zentralamerika- und Karibikspiele | Barranquilla          | 5.                    | 400 m                 | 45,72 s               |
| 2018                  | Zentralamerika- und Karibikspiele | Barranquilla          | 3.                    | 4 × 400 m             | 3:04,35 min           |
| 2019                  | Panamerikanische Spiele           | Lima                  | 6.                    | 400 m                 | 45,37 s               |
| 2019                  | Panamerikanische Spiele           | Lima                  | 1.                    | 4 × 400 m             | 3:01,41 min           |
| 2019                  | Weltmeisterschaften               | Doha                  | 15.                   | 400 m                 | 45,17 s               |
| 2019                  | Weltmeisterschaften               | Doha                  | 4.                    | 4 × 400 m             | 2:59,50 min           |
| 2021                  | World Athletics Relays            | Chorzów               | 6.                    | 4 × 400 m             | 3:05,91 min           |
| 2021                  | Olympische Sommerspiele           | Tokio                 | 36.                   | 400 m                 | 46,55 s               |
| 2021                  | Olympische Sommerspiele           | Tokio                 | 13.                   | 4 × 400 m             | 3:03,20 min           |
| 2023                  | Südamerikameisterschaften         | São Paulo             | 3.                    | 400 m                 | 45,86 s               |

## Persönliche Bestleistungen
Freiluft
- 200 m: 20,95 s, 11. Mai 2018, High Point
- 400 m: 44,86 s, 11. Mai 2018, High Point

Halle
- 400 m: 46,07 s, 9. März 2019, Birmingham (Südamerikarekord)